# Pendeen

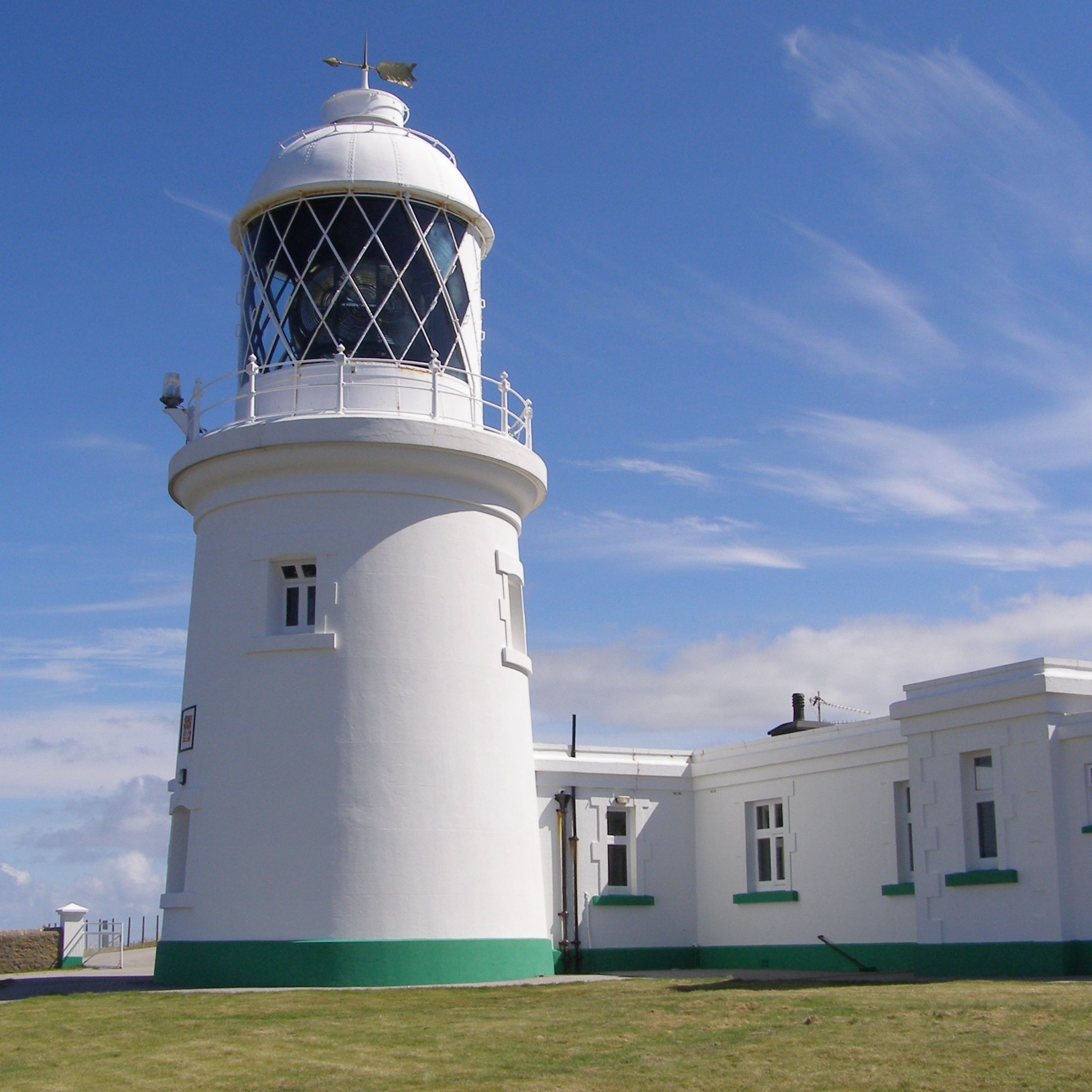
Il Faro di Pendeen

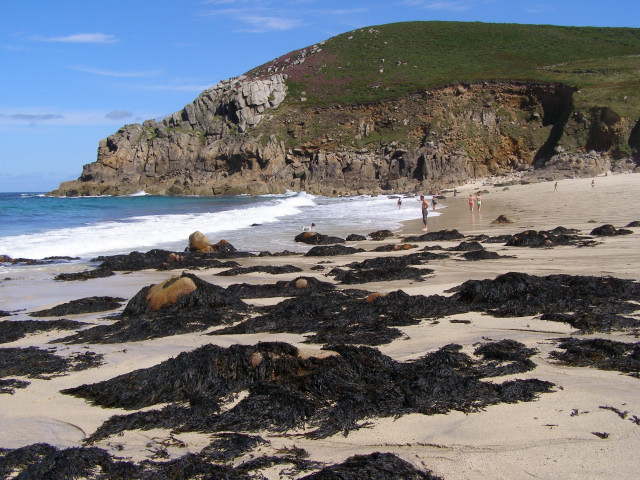
Il Portheras Cove, nei pressi di Pendeen

Pendeen (in lingua cornica: Penndin, Penn Din o anche Boskaswal Wartha) è un villaggio della costa atlantica della Cornovaglia, nel sud-ovest dell'Inghilterra. Dal punto di vista amministrativo, si tratta di una frazione della parrocchia civile di St Just-in-Penwith, nell'ex-distretto di Penwith.
La località era un tempo un importante centro minerario per l'estrazione dello stagno e del rame.

## Geografia fisica
Pendeen si trova nella parte centro-meridionale della costa atlantica della Cornovaglia, tra Morvah e Tregeseal (rispettivamente a sud-ovest della prima e a nord-est della seconda)., a circa 12 km a nord/nord-ovest di Penzance e a circa 18 km a sud/sud-ovest di St Ives.

## Origini del nome
Il toponimo in lingua cornica Penndin significa letteralmente "promontorio di un forte".

## Storia

### Preistoria
I primi insediamenti umani nella zona risalgono al Mesolitico e alla metà dell'Età del Ferro e intorno al Neolitico e alla tarda Età del Ferro, vi furono insediamenti nelle zone costiere attorno a Pendeen.
Durante l'Età del Bronzo, quando la principale fonte di sostentamento era l'agricoltura, iniziò l'estrazione di metalli, in particolare dello stagno, di cui erano abbondanti i fiumi dell'area.

### L'industria mineraria
Il 29 ottobre 1919 vi fu una tragedia nella miniera del vicino villaggio di Levant, che causò la morte di una trentina di minatori.
Dopo la chiusura dell'industria mineraria, molte famiglie della zona furono costrette ad emigrare negli Stati Uniti, in Australia e in Sudafrica.

## Monumenti e luoghi d'interesse

### Faro di Pendeen
L'edificio più noto di Pendeen è probabilmente il faro, costruito intorno al 1900 Misura 17 metri di altezza.
È automatizzato dal 1995.

### Chiesa di San Giovanni Battista
Altro edificio d'interesse di Pendeen è la Chiesa di San Giovanni Battista, realizzata nel 1851 su progetto del reverendo-architetto Robert Aitken. La costruzione dell'edificio costò circa 2.000 sterline.
|  |

### Architetture preistoriche
A Pendeen sono stati rinvenuti un cairn, il Cairn di Pendeen e il Fogou di Pendeen, un fogou (camera funeraria) risalente al I secolo a.C.. Nei dintorni di Pendeen si trovano inoltre un dolmen, il Chûn Quoit,  e il Mên Scryfa, una pietra con iscrizioni celtiche.

### Geevor Tin Mine
Nei dintorni di Pendeen si trova una famosa miniera, la Geevor Tin Mine, ora trasformata in museo.
|  |

### Portheras Cove
Nei dintorni di Pendeen si trova anche il promontorio di Portheras Cove.

## Cultura

### Media
- Il villaggio di Pendeen fu una delle location della serie televisiva, tratta dall'omonima serie letteraria del 1975, Poldark[17]

## Geografia antropica

### Suddivisioni amministrative
La parrocchia di Pendeen comprendeva vari villaggi, tra cui quelli di Bojewyan, Boscaswell, Lower Boscaswell, Trewellard, Carnyorth e Levant.